# مقاطعة ماديسون (إلينوي)
مقاطعة ماديسون (بالإنجليزية: Madison County)‏ هي إحدى المقاطعات في ولاية إلينوي في الولايات المتحدة الأمريكية.

## أعلام
- دون ويلسون